# Gare de Versailles-Rive Gauche
Gare de Versailles-Rive Gauche – stacja końcowa szybkiej kolei miejskiej RER linii C w Wersalu, w regionie Île-de-France, we Francji. Stacja znajduje się w pobliżu Pałacu wersalskiego. Posiada 4 perony.